# Puerto de Pozazal
El puerto de Pozazal es un puerto de montaña situado en Cantabria (España). Se encuentra cercano al límite entre esta comunidad autónoma y la provincia de Palencia, concretamente entre las localidades de Pozazal y Hormiguera.

## Descripción
El alto del puerto se sitúa a 987 metros en caso de viajar por la N-611 y a 1.002 metros en caso de hacerlo por la A-67. El puerto se caracteriza por ser la principal conexión entre Cantabria y la Meseta central habiendo sustituido en los últimos años al tradicional puerto del Escudo.
Se caracteriza por ir encajonado en medio de la montaña, formando un profundo valle. Este hecho, unido a su altura y a la facilidad para que se formen ventiscas en la zona, provoca que el puerto presente frecuentes complicaciones debido a la nieve y al hielo en invierno. El hecho de que sea la principal y única vía de alta capacidad entre Cantabria y la Meseta central provoca que cuando el puerto se cierra Cantabria queda aislada por carretera del interior de la península ibérica.
Este puerto también da acceso a los dos municipios más meridionales de Cantabria: Valderredible y Valdeprado del Río.